# China Yangtze Power
China Yangtze Power (SSE: 600900) (CYPC) és una empresa pública xinesa, amb seu a Pequín. L'empresa està a la llista de SSE 50 en el Shanghai Stock Exchange. Una participació de control està en mans de l'empresa matriu China Three Gorges Corporation (CTGPC，中国长江三峡集团公司), una empresa matriu sota SASAC.
L'empresa produeix i ven energia a clients. China Yangtze Power va ser creat el 4 de novembre de 2002 i va entrar el 18 de novembre de 2003 al Shanghai Stock Exchange. China Yangtze Power s'ha originat en una cooperació de les empreses xineses: Huaneng Power International, China National Nuclear Corporation, China National Petroleum Corporation, Gezhouba Water Resources and Hydropower Engineering Group així com la Changjiang Institute of Survey, Planning, Design and Research.